# Чернавка (Смоленская область)
Чернавка — деревня в Починковском районе Смоленской области России. Входит в состав Шмаковского сельского поселения. Население — 3 жителя (2007 год).
Расположена в центральной части области в 27 км к юго-востоку от Починка, в 13 км восточнее автодороги А141 Орёл — Витебск, на берегу реки Беличек. В 15 км западнее деревни расположена железнодорожная станция Васьково на линии Смоленск — Рославль.

## История
В годы Великой Отечественной войны деревня была оккупирована гитлеровскими войсками в июле 1941 года, освобождена в сентябре 1943 года.